# Ex lege védettség
Az ex lege latin nyelvű kifejezés, annyit jelent: a törvény erejénél fogva. A magyar jogban jó példa erre a fogalomra a természetvédelmi törvény által nyújtott védelem.
Országos jelentőségű "ex lege" védett természeti területeknek a törvény (Tvt. 1996. évi LIII. tv. a természet védelméről) által védetté nyilvánított természeti területeket nevezzük. "Ex lege" védett természeti területnek minősülnek a lápok, szikes tavak, kunhalmok, földvárak, források és víznyelők. "Ex lege" védettek a barlangok is, de ezek – jellegüknél fogva – védett természeti értékek.
Védelmi kategóriák szerinti csoportosításuk:
A törvény erejénél fogva ("ex lege") védett természeti területek:
a.) természetvédelmi területnek minősül valamennyi
- láp,
- szikes tó;

b.) természeti emléknek minősül valamennyi
- kunhalom,
- földvár,
- forrás,
- víznyelő

A törvény erejénél fogva ("ex lege") védett természeti értékek:
- barlangok

1996. évi LIII. tv. a természet védelméről
2013. szeptember 1-e óta hatályos szöveg:
Az Országgyűlés felismerve, hogy a természeti értékek és természeti területek a nemzeti vagyon sajátos és pótolhatatlan részei, fenntartásuk, kezelésük, állapotuk javítása, a jelen és jövő nemzedékek számára való megőrzése, a természeti erőforrásokkal történő takarékos és észszerű gazdálkodás biztosítása, a természeti örökség és a biológiai sokféleség oltalma, valamint az ember és természet közötti harmonikus kapcsolat – nemzetközi kötelezettségvállalásainkkal összhangban történő – kialakítása, mint az emberiség fennmaradásának alapvető feltétele, a természet hatékony védelmének létrehozását igényli, ezért a következő törvényt alkotja:
1. § E törvény célja:
a) a természeti értékek és területek, tájak, valamint azok természeti rendszereinek, biológiai sokféleségének általános védelme, megismerésének és fenntartható használatának elősegítése, továbbá a társadalom egészséges, esztétikus természet iránti igényének kielégítése;
b) a természetvédelem hagyományainak megóvása, eredményeinek továbbfejlesztése, a természeti értékek és területek kiemelt oltalma, megőrzése, fenntartása és fejlesztése.